# IFC (canal de televisão)
IFC (anteriormente conhecido como Independent Film Channel) é um canal de televisão norte-americano a cabo de propriedade da AMC Networks.
Em setembro de 2018, aproximadamente 75.295.000 lares americanos (63% dos lares com televisão) recebiam o IFC.

## História

Logotipo do canal usado de 2001 a 2010. Ele continuou a ser usado no IFC Canadá até seu fechamento em 2019 e ainda é usado no rótulo de filmes IFC.

O canal estreou em 1 de setembro de 1994, sob a propriedade da Rainbow Media, uma subsidiária da Cablevision Systems Corporation. O IFC se originou como um spin-off do canal irmão Bravo, que na época se concentrava em uma variedade maior de programação, incluindo programas relacionados às artes plásticas. 
Em 2005, expandiu em seu primeiro empreendimento não relacionado à televisão e abriu o IFC Center, uma sala de cinema para filmes independentes na cidade de Nova Iorque. Em 2008, o IFC lançou o Media Lab Studios, uma seção em seu site na qual os usuários podem concorrer em concursos de filmes patrocinados pelo IFC e podem ver os filmes de outros. Em 2008, a Rainbow Media adquiriu a rede rival do IFC, Sundance Channel, de Robert Redford e Showtime Networks.

Logo de 2010 a 2014

Logo de 2014 a 2018

No final da década, o IFC começou a expandir sua programação para além dos filmes independentes, produzindo séries originais e adquirindo séries de televisão cult. Em março de 2010, lançou um novo slogan, "Always On. Ligly Off.", refletindo o novo foco do canal na programação de comédia. Em 8 de dezembro, começou a veicular comerciais e também a censurar sua programação, um movimento que gerou polêmica entre seus telespectadores. O IFC acabou revertendo suas práticas de censura e começou a transmitir sua programação sem cortes, anunciando publicamente esse fato em 2012, lançando anúncios com exibições de blocos consecutivos de filmes, como a série de filmes Friday the 13th, destacando a nudez e o sangue.
Em 1º de julho de 2011, a Rainbow Media foi separada da Cablevision em uma empresa separada, que foi renomeada como AMC Networks. Em 9 de janeiro de 2014, foi anunciado que o nome completo do canal havia deixado de ser utilizado.
Em 15 de novembro de 2016, a AMC Networks adquiriu uma participação minoritária no site de vídeos de comédia e na produtora de cinema e televisão Funny or Die, com planos de integrá-la à IFC. Em 27 de abril de 2018, a empresa adquiriu uma participação majoritária na operadora de casas de comédia Levity Live.

## Programação
O canal exibe principalmente programas de comédia e terror, incluindo séries e filmes originais e adquiridos. A programação original atualmente em produção inclui Documentary Now!, Sherman's Showcase e a coprodução britânica Year of the Rabbit.

## Versão internacional

### Canadá
A versão canadense do Independent Film Channel foi lançada em 15 de agosto de 2001, sob a propriedade da Salter Street Films, sob um contrato de licenciamento de marca com a Rainbow Media. A Alliance Atlantis adquiriu o canal em dezembro de 2001, através da compra da Salter Street Films. Em 18 de janeiro de 2008, uma joint-venture entre a Canwest e a Goldman Sachs Capital Partners, conhecida como CW Media, adquiriu o controle do IFC por meio da compra dos ativos de transmissão da Alliance Atlantis, que foram colocados em um truste em agosto de 2007.
Em 27 de outubro de 2010, a propriedade do IFC Canadá mudou novamente por meio da aquisição da Canwest pela Shaw Communications e da participação da Goldman Sachs na CW Media. Tal como acontece com o seu homônimo nos EUA, o canal originalmente se concentrava quase exclusivamente em filmes independentes menores. No entanto, o IFC Canadá ampliou seu foco de programação para incluir mais filmes convencionais de grandes estúdios de produção. Também tirou a ênfase do uso do nome completo, utilizando somente a sigla IFC, possivelmente devido à redução no número de filmes independentes em sua programação.
Em 2014, nenhuma programação original foi ao ar. A emissora rival Bell Media atualmente possui direitos exclusivos sobre seus programas e os transmitiu em suas várias redes, incluindo The Movie Network e MuchMusic.